# Kabaret Słoiczek po cukrze
Kabaret „Słoiczek po cukrze” – powstał w lipcu 2008; tworzą go Małgorzata Szapował i Magda Mleczak, które wcześniej występowały wspólnie w kabarecie Szum (do jego rozwiązania w 2006).
Ich program 75B obejmował tematy społeczno-obyczajowe z domieszką humoru absurdalnego. Występy transmitowała m.in. Telewizja Polska i Polsat.
W latach 2014–2016 Małgorzata Szapował zagrała policjantkę w serialu „Policjantki i Policjanci” emitowanym w TV4

## Nagrody[5]
- 2008: II nagroda podczas XIV Mazurskiego Lata Kabaretowego Mulatka 2008 w Ełku[6]
- Małe Korytko podczas XIII Rybnickiej Jesieni Kabaretowej, Rybnik 2008
- główna nagroda na V Śląskiej Olimpiadzie Kabaretowej 2008 w Katowicach
- II nagroda podczas Kabaretowego Międzynarodowego Festiwalu Wrocek 2009[7] oraz nagroda specjalna od Przewodniczącego Jury, Mariusza Kiljana (zaproszenie do wspólnego koncertu w Teatrze Piosenki we Wrocławiu)
- nagroda dziennikarzy i nagroda publiczności podczas XI Ogólnopolskiej Giełdy Kabaretowej PrzeWAŁka 2009 w Wałbrzychu
- Grand Prix konkursu młodych twórców kabaretowych X Festiwalu Dobrego Humoru 2009 w Gdańsku.